# Куза Василь Васильович
Василь Васильович Куза (рос. Василий Васильевич Куза; 29 травня 1902 — 23 липня 1941) — радянський театральний актор і режисер. Заслужений артист РРФСР (1937).
У 1921–1922 роках навчався у 3-й студії МХАТ у Євгена Вахтангова. З 1922 по 1941 роки — один з провідних акторів Театру імені Вахтангова. У 1924–1941 роках був помічником і заступником директора театру з художньої частини. Неодноразово виступав і як режисер. Деякий час керував Робітничим театром заводу «Каучук».
23 липня 1941 року загинув під час німецького бомбардування Москви, коли одна з бомб потрапила у будівлю театру. Могили актора не існує.